# نهائي كأس العرب للأندية الأبطال 2020
نهائي كأس العرب للأندية الأبطال 2020 هي المباراة النهائية من كأس العرب للأندية الأبطال 2019–20 (النسخة الـ29)، أقيم النهائي في 21 أغسطس 2021 على المجمع الرياضي الأمير مولاي عبد الله.
توج الرجاء البيضاوي المغربي بطلاً لكأس محمد السادس للأندية العربية للمرة الثانية في تاريخه بعد فوزه على اتحاد جدة السعودي بركلات الترجيح 5-3، في المواجهة التي انتهت بالتعادل 4-4، واحتضنها ملعب الأمير مولاي عبد الله بالعاصمة المغربية الرباط، على نهائي المسابقة.

## قبل المباراة
| فريق            | المشاركات النهائية السابقة (بخط عريض يشير إلى الفوز) |
| --------------- | ---------------------------------------------------- |
| الاتحاد         | 3 (1987، 1994، 2005)                                 |
| الرجاء البيضاوي | 2 (1996، 2006)                                       |

### ملعب المباراة
في 16 أبريل 2018، أعلن رئيس الاتحاد العربي لكرة القدم آنذاك تركي آل الشيخ أن المجمع الرياضي الأمير مولاي عبد الله سيستضيف المباراة النهائية لهذه النُّسخة. سبق للملعب أن احتضن العديد من المنافسات الرياضية، آخرها الألعاب الأفريقية 2019.

## المباراة النهائية

### تفاصيل
| الإتحاد | 4–4 | الرجاء |
| --- | --- | --- |
| برونو هنريك كورسيني 4' · رومارينيو 28' (ركلة.) 53' 63' (ركلة.) · سعود عبد الحميد 41' · عمر هوساوي 49' · كريم الأحمدي 66' |     | 85' 5' إلياس الحداد · 13' محمود بنحليب · 18' عبد الإله الحافيظي · 27' أنس الزنيتي · 55' 37' زكرياء الوردي · 51' 50' سفيان رحيمي |
| ركلات الترجيح |     | |
| - برونو هنريك - رومارينيو - إيغور كورونادو - فهد المولد - عبد الإله المالكي                                              | 3–4 | - سفيان رحيمي - محمد زريدة - عبد الإله مذكور - عبد الإله الحافيظي - عمر العرجون                                                 |

| الإتحاد | الرجاء |

| التشكيل الاساسي للفريق: |    |                     |
| حارس                    | 45 | مارسيلو غروهي       |
| دفاع                    | 66 | سعود عبد الحميد     |
| دفاع                    | 44 | عمر هوساوي          |
| دفاع                    | 27 | حمدان الشمراني      |
| دفاع                    | 29 | مهند الشنقيطي       |
| وسط                     | 20 | كريم الأحمدي        |
| وسط                     | 8  | فهد المولد          |
| وسط                     | 75 | إيغور كورونادو      |
| وسط                     | 43 | برونو هنريك كورسيني |
| هجوم                    | 90 | رومارينيو           |
| هجوم                    | 77 | عبد العزيز البيشي   |
| مقاعد البدلاء:          |    |                     |
| حارس                    | 1  | راكان النجار        |
| دفاع                    | 21 | عبد المحسن فلاته    |
| دفاع                    | 16 | عبد العزيز الجبرين  |
| وسط                     | 88 | عبد الإله المالكي   |
| وسط                     | 23 | عبد الرحمن العبود   |
| وسط                     | 32 | حازم الزهراني       |
| هجوم                    | 70 | هارون كمارا         |
| المدرب:                 |    |                     |
| فابيو كاريلي            |    |                     |

| التشكيل الاساسي للفريق: |    |                    |
| حارس                    | 1  | أنس الزنيتي        |
| دفاع                    | 29 | عبد الإله مذكور    |
| دفاع                    | 5  | محسن متولي         |
| دفاع                    | 26 | إلياس الحداد       |
| وسط                     | 27 | أسامة سوكحان       |
| وسط                     | 18 | عبد الإله الحافيظي |
| وسط                     | 8  | زكرياء الوردي      |
| وسط                     | 16 | عمر العرجون        |
| وسط                     | 34 | مروان هدهودي       |
| هجوم                    | 21 | سفيان رحيمي        |
| هجوم                    | 10 | محمود بنحليب       |
| مقاعد البدلاء:          |    |                    |
| حارس                    | 12 | أمير الحداوي       |
| دفاع                    | 37 | محمد نعيم          |
| وسط                     | 20 | عبد الجليل جبيرة   |
| وسط                     | 19 | محمد زريدة         |
| وسط                     | 6  | فابريس نغوما       |
| هجوم                    | 14 | زكرياء الهبطي      |
| هجوم                    | 9  | مصطفى كوياتي       |
| المدرب:                 |    |                    |
| لسعد الشابي             |    |                    |

| حكم مساعد: محمود أبو الرجال (الاتحاد المصري لكرة القدم) أحمد حسام طه (الاتحاد المصري لكرة القدم) حكم مساعد: أمين محمد عمر (الاتحاد المصري لكرة القدم) حكم مساعد: جهاد جريشة الاتحاد المصري لكرة القدم) حكم مساعد: محمد عبدالله نيالا (الاتحاد السوداني لكرة القدم) | قواعد المطابقة - 90 دقيقة. - ركلات الجزاء الترجيحية إذا لزم الأمر. - اثنا عشر من البدائل المسماة. - ثلاثة بدائل كحد أقصى. |

## وصلات خارجية
- البطولة العربية للأندية